# Erazm Wolański
Erazm Wolański (cca 1825 – 14. května 1886 Velyki Čornokinci) byl rakouský politik polské národnosti z Haliče, v 2. polovině 19. století poslanec Říšské rady.

## Biografie
Zastával funkci předsedy okresní rady v Husjatynu. Byl poslancem Haličského zemského sněmu.
Působil taky jako poslanec Říšské rady (celostátního parlamentu Předlitavska), kde usedl ve volbách roku 1879 za kurii venkovských obcí v Haliči, obvod Terebovlja, Husjatyn atd. Ve volebním období 1879–1885 se uvádí jako rytíř Erasmus von Wolański, c. k. komoří a statkář, bytem Velyki Čornokinci. Patřil mezi polské národní poslance. Reprezentoval parlamentní Polský klub.
Zemřel náhle v květnu 1886 na srdeční mrtvici. Bylo mu 61 let.